# Darżkowo (powiat lęborski)
Darżkowo (kaszb. Dôrżkòwò, niem. Darschkow) – wieś w Polsce, w województwie pomorskim, w powiecie lęborskim, w gminie Nowa Wieś Lęborska.
Miejscowość leży w pobliżu linii kolejowej Lębork-Łeba i przy drodze wojewódzkiej nr 214. Wchodzi w skład sołectwa Garczegorze.
Do 2023 miejscowość była przysiółkiem wsi Garczegorze.
W latach 1975–1998 przysiółek administracyjnie należał do województwa słupskiego.